# Халфская культура
Халфская культура — археологическая культура, существовавшая на территории Египта и Нубии около 18 000—15 000 лет до н. э. (согласно одной из смелых датировок, один из памятников халфской культуры датируется 24 000 г. до н. э. или ранее).
Халфская культура произошла от предшествующей хормусской, которая зависела от специализированной охоты, рыболовства и собирательства. Материальная культура представлена в основном каменными изделиями, отщепами и множеством наскальных рисунков. Хормусская культура исчезла около 16 000 г. до н. э., что совпало с развитием в регионе других культур, в том числе культуры Джемайя (Gemaian).
Источником пищи для носителей культуры были стада крупных копытных. Также они продолжали хормусскую традицию рыбной ловли. Хотя обнаружено лишь небольшое количество стоянок халфской культуры, и они невелики по размерам, концентрация артефактов довольно велика, что указывает на оседлый образ жизни, а не сезоные поселения, обычные для верхнепалеолитических и мезолитических культур.
Халфская культура по своей индустрии является родительской для иберо-мавританской, которая распространилась через Сахару на запад до Испании.